# Rio Blanco County
Das Rio Blanco County ist ein County im Bundesstaat Colorado der Vereinigten Staaten. Der Verwaltungssitz (County Seat) ist Meeker. Das County wurde nach dem White River benannt und trägt dessen spanische Bezeichnung.

## Geographie
Das County im Nordwesten von Colorado hat eine Fläche von 8347 Quadratkilometern, wovon 5 Quadratkilometer Wasserfläche sind. Es grenzt im Uhrzeigersinn an folgende Countys: Moffat County, Routt County, Garfield County und Uintah County (Utah).

## Demografische Daten
Nach der Volkszählung im Jahr 2000 lebten im County 5.986 Menschen. Es gab 2306 Haushalte und 1646 Familien. Die Bevölkerungsdichte betrug 1 Einwohner pro Quadratkilometer. Ethnisch betrachtet setzte sich die Bevölkerung zusammen aus 95,01 Prozent Weißen, 0,18 Prozent Afroamerikanern, 0,77 Prozent amerikanischen Ureinwohnern, 0,28 Prozent Asiaten, 0,00 Prozent Bewohnern aus dem pazifischen Inselraum und 2,02 Prozent aus anderen ethnischen Gruppen; 1,74 Prozent stammten von zwei oder mehr Ethnien ab. 4,94 Prozent der Gesamtbevölkerung waren spanischer oder lateinamerikanischer Abstammung.
Von den 2306 Haushalten hatten 35,6 Prozent Kinder und Jugendliche unter 18 Jahre, die bei ihnen lebten. 60,1 Prozent waren verheiratete, zusammenlebende Paare, 7,8 Prozent waren allein erziehende Mütter. 28,6 Prozent waren keine Familien. 24,8 Prozent waren Singlehaushalte und in 8,7 Prozent lebten Menschen im Alter von 65 Jahren oder darüber. Die Durchschnittshaushaltsgröße betrug 2,50 und die durchschnittliche Familiengröße lag bei 2,98 Personen.
Auf das gesamte County bezogen setzte sich die Bevölkerung zusammen aus 26,5 Prozent Einwohnern unter 18 Jahren, 9,2 Prozent zwischen 18 und 24 Jahren, 27,5 Prozent zwischen 25 und 44 Jahren, 25,6 Prozent zwischen 45 und 64 Jahren und 11,2 Prozent waren 65 Jahre alt oder darüber. Das Durchschnittsalter betrug 38 Jahre. Auf 100 weibliche Personen kamen 101,9 männliche Personen, auf 100 Frauen im Alter ab 18 Jahren kamen statistisch 101,6 Männer.
Das jährliche Durchschnittseinkommen eines Haushalts betrug 37.711 USD, das Durchschnittseinkommen der Familien betrug 44.425 USD. Männer hatten ein Durchschnittseinkommen von 38.125 USD, Frauen 19.940 USD. Das Prokopfeinkommen betrug 17.344 USD. 9,6 Prozent der Bevölkerung und 6,7 Prozent der Familien lebten unterhalb der Armutsgrenze. Darunter waren 11,6 Prozent der Bevölkerung unter 18 Jahren und 10,4 Prozent der Einwohner ab 65 Jahren.

## Sehenswürdigkeiten

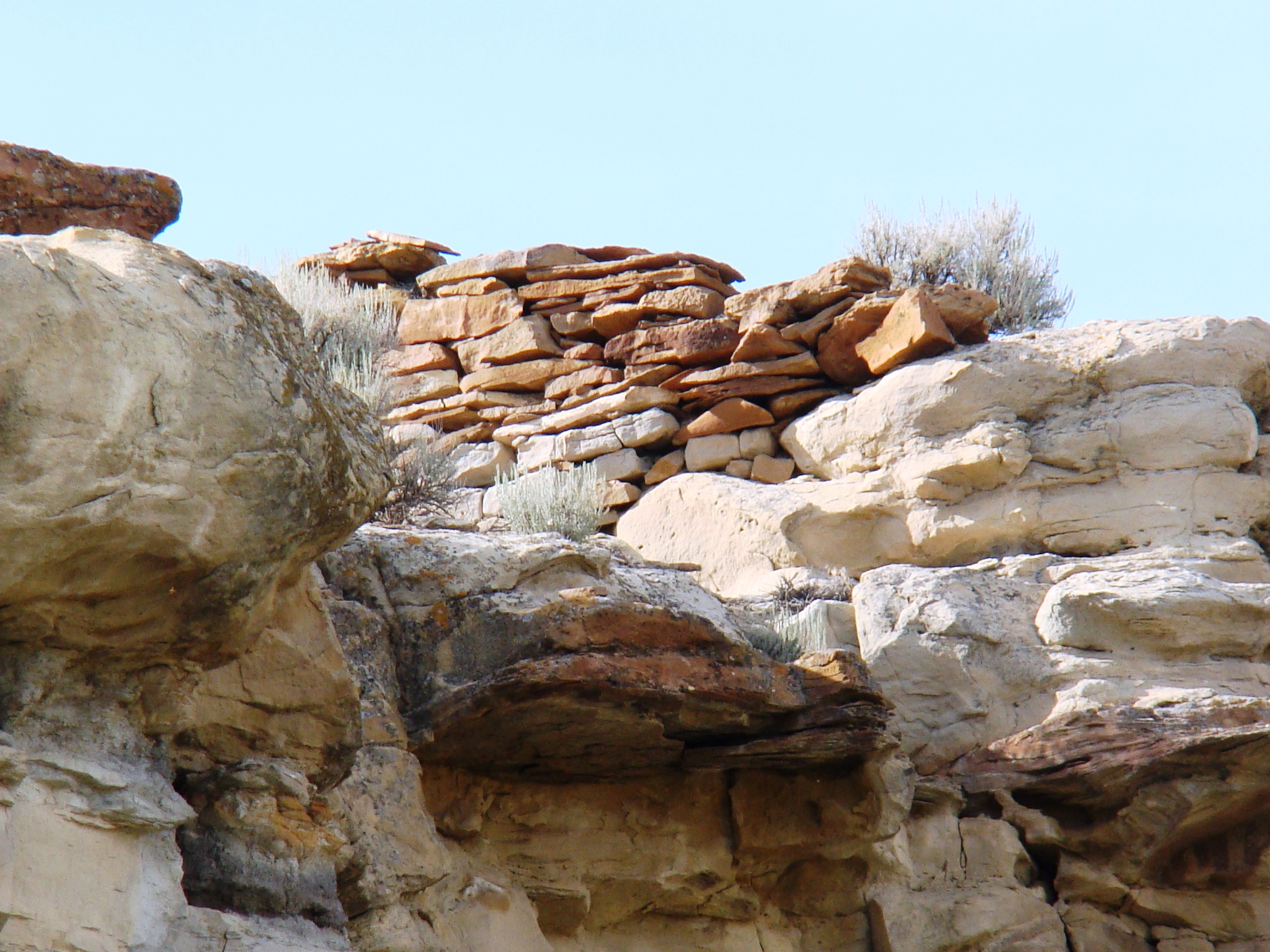
Fremont Lookout Fortification Site im Cañon Pintado (2011). Diese Stätte datiert aus der Phase der Fremont-Kultur. Im November 1974 wurde die Stätte als erstes Objekt im County in das NRHP eingetragen.

13 Bauwerke, Stätten und historische Bezirke (Historic Districts) im Rio Blanco County sind im National Register of Historic Places („Nationales Verzeichnis historischer Orte“; NRHP) eingetragen (Stand 26. September 2022), darunter mehrere archäologische Fundstätten aus präkolumbischer Zeit, eine Kirche und ein Freimaurertempel.

## Orte im Rio Blanco County
- Angora
- Buford
- Meeker
- Rangely
- Rio Blanco
- Thornburgh
- White River City